# Natürliche Einheiten
Als Natürliche Einheiten  in der Physik werden Systeme von Maßeinheiten bezeichnet, die durch die Werte von Naturkonstanten gegeben sind. Durch Verwendung solcher Einheiten vereinfachen sich oft physikalische Formeln. Betrachtet man die betreffenden Naturkonstanten außerdem als „dimensionslos“, also als reine Zahlen, vereinfacht dies die Formeln weiter. Wenn beispielsweise die Lichtgeschwindigkeit c gleich der Zahl 1 gesetzt wird, vereinfacht sich die bekannte Masse-Energie-Äquivalenz E = mc2 zu E = m, außerdem haben dann Energie, Impuls und Masse dieselbe Dimension.
Hiervon zu unterscheiden ist die Definition von Maßeinheiten mit Hilfe von Naturkonstanten. Im Internationalen Einheitensystem SI werden seit 1983 die Lichtgeschwindigkeit und seit der Revision von 2019 weitere fundamentale Naturkonstanten zur Definition von Einheiten verwendet. Diese Naturkonstanten behalten dabei ihre bisherige Dimension und werden nicht zu natürlichen Einheiten.

## Grundlagen für natürliche Einheiten
Natürliche Einheiten sollen sich zur besonders einfachen Beschreibung von Naturvorgängen eignen. So ist z. B. die Lichtgeschwindigkeit {\displaystyle c} die Obergrenze für die Geschwindigkeit, mit der sich physikalische Wirkungen ausbreiten können, und  {\displaystyle c^{2}} ist der Umrechnungsfaktor zwischen Masse und Ruheenergie eines Teilchens. Die Elementarladung {\displaystyle e} (abgesehen von einem Faktor ⅓ für die Quarks) und die Reduzierte Planck-Konstante {\displaystyle \hbar } (abgesehen von einem Faktor ½  für den Spin) – sind die kleinsten möglichen von Null verschiedenen Werte für elektrische Ladung bzw. Drehimpuls.
Als Grundlage können daher dienen:
- die Elementarladung: {\displaystyle e} für die elektrische Ladung
- die Lichtgeschwindigkeit: {\displaystyle c} für die Geschwindigkeit
- die Reduzierte Planck-Konstante: {\displaystyle \hbar } für den Drehimpuls
- die Gravitationskonstante: {\displaystyle G}
- die Boltzmann-Konstante: {\displaystyle k_{\mathrm {B} }}
- die elektrische Feldkonstante: {\displaystyle \varepsilon _{0}} oder die direkt hiervon abhängige Coulomb-Konstante {\displaystyle k_{\mathrm {C} }}

sowie Eigenschaften wichtiger Teilchen wie:
- die Elektronenmasse: {\displaystyle m_{\mathrm {e} }}
- die Protonenmasse: {\displaystyle m_{\mathrm {p} }}
- die Neutronenmasse: {\displaystyle m_{\mathrm {n} }}

Da mehr Naturkonstanten zur Verfügung stehen, als das übliche Einheitensystem Dimensionen hat, können verschiedene natürliche Einheitensysteme gebildet werden.
Welche dieser Grundlagen gewählt werden, hängt vom jeweiligen Teilgebiet der Physik ab.

## Vorteile und Nachteile
Die betreffenden Naturkonstanten haben, wenn sie in den entsprechenden natürlichen Einheiten angegeben werden, sämtlich den Zahlenwert 1. Daher treten die Konstanten gar nicht in Erscheinung, wenn in konkreten Berechnungen Zahlenwertgleichungen benutzt werden.
Meist werden die Konstanten zusätzlich als dimensionslos angesetzt, so dass alle Formeln zu Zahlenwertgleichungen werden und erheblich einfacher aussehen. Diesem formalen Vorteil steht der Nachteil gegenüber, dass man auch die Ergebnisse aller Berechnungen zunächst als reine Zahlen erhält. Die richtigen Dimensionen und Einheiten ergeben sich erst durch anschließendes Umrechnen in ein „gewöhnliches“ Einheitensystem. Eine Dimensionsbetrachtung beider Gleichungsseiten zur Fehlerkontrolle ist bei Gleichungen in einem solchen natürlichen Einheitensystem nicht möglich. Auch weichen die Größenordnungen der natürlichen Einheiten meist weit von den im Alltag und in der Technik üblichen ab; deshalb ist die allgemeine Verwendung eines natürlichen Einheitensystems anstelle z. B. des Internationalen Einheitensystems (SI) nie ernsthaft erwogen worden.

## Natürliche Einheitensysteme
|                                                                            | Planck-Einheiten                   | Stoney-Einheiten                   | Teilchenphysik                     | Atomare Einheiten                  | Relativitätstheorie                             | Quantenchromodynamik |
| -------------------------------------------------------------------------- | ---------------------------------- | ---------------------------------- | ---------------------------------- | ---------------------------------- | ----------------------------------------------- | -------------------- |
| Lichtgeschwindigkeit im Vakuum {\displaystyle c}                           | {\displaystyle 1}                  | {\displaystyle 1}                  | {\displaystyle 1}                  | —                                  | {\displaystyle 1}                               | {\displaystyle 1}    |
| Elementarladung {\displaystyle e}                                          | —                                  | {\displaystyle 1}                  | —                                  | {\displaystyle 1}                  | —                                               | —                    |
| Elektrische Feldkonstante {\displaystyle \varepsilon _{0}}                 | {\displaystyle {\frac {1}{4\pi }}} | {\displaystyle {\frac {1}{4\pi }}} | {\displaystyle 1}                  | {\displaystyle {\frac {1}{4\pi }}} | {\displaystyle \left({\frac {1}{4\pi }}\right)} | —                    |
| Coulomb-Konstante {\displaystyle k_{C}={\frac {1}{4\pi \varepsilon _{0}}}} | {\displaystyle 1}                  | {\displaystyle 1}                  | {\displaystyle {\frac {1}{4\pi }}} | {\displaystyle 1}                  | {\displaystyle \left(1\right)}                  | —                    |
| Gravitationskonstante {\displaystyle G}                                    | {\displaystyle 1}                  | {\displaystyle 1}                  | —                                  | —                                  | {\displaystyle 1}                               | —                    |
| Boltzmann-Konstante {\displaystyle k_{\mathrm {B} }}                       | {\displaystyle 1}                  | —                                  | {\displaystyle 1}                  | —                                  | —                                               | {\displaystyle 1}    |
| Reduzierte Planck-Konstante {\displaystyle \hbar ={\frac {h}{2\pi }}}      | {\displaystyle 1}                  | —                                  | {\displaystyle 1}                  | {\displaystyle 1}                  | —                                               | {\displaystyle 1}    |
| Elektronenmasse {\displaystyle m_{\mathrm {e} }}                           | —                                  | —                                  | —                                  | {\displaystyle 1}                  | —                                               | —                    |
| Protonenmasse {\displaystyle m_{\mathrm {p} }}                             | —                                  | —                                  | —                                  | —                                  | —                                               | {\displaystyle 1}    |

### Planck-Einheiten
Die konsequenteste Umsetzung der natürlichen Einheiten findet sich bei den 1899 von Max Planck vorgeschlagenen Planck-Einheiten. In diesem Einheitensystem werden gesetzt:
- die Lichtgeschwindigkeit: {\displaystyle c=1}
- die Reduzierte Planck-Konstante: {\displaystyle \hbar =1} (damit ist {\displaystyle h=2\pi })
- die Newtonsche Gravitationskonstante:  {\displaystyle G=1}
- die Boltzmann-Konstante: {\displaystyle k_{\mathrm {B} }=1}
- die Coulomb-Konstante:  {\displaystyle k_{\mathrm {C} }=1} (damit ist {\displaystyle \varepsilon _{0}=(4\pi k_{\mathrm {C} })^{-1}=(4\pi )^{-1}}).

Dieses Einheitensystem gilt deshalb als fundamental, weil die zugrundegelegten Naturkonstanten die allgemeinsten Zusammenhänge von Raum und Zeit betreffen und für alle Arten von Teilchen und Wechselwirkungen gelten. (Die Konstante {\displaystyle k_{\mathrm {B} }} wird hier nur für die Anpassung der Temperaturskala an die Energieskala benötigt.)
Mithilfe der Naturgesetze, die die o. g. Konstanten definieren, lassen sich die Planck-Einheiten auch durch folgende Beziehungen einführen:
- Während der Zeiteinheit legt Licht im Vakuum eine Längeneinheit zurück. ({\displaystyle r=c\cdot t})
- Die Energieeinheit ist die Quantenenergie einer Schwingung, deren Periode gleich einer Zeiteinheit ist. (Naturgesetz: {\displaystyle E=h/t})
- Die Einheitsmasse ist die Masse, die einer Energieeinheit äquivalent ist. ({\displaystyle E=m\cdot c^{2}})
- Die Längeneinheit ist derjenige Abstand zweier Körper von je einer Masseneinheit, in dem ihre Gravitationsenergie die Größe einer Energieeinheit hat. (Naturgesetz: {\displaystyle E=G\cdot m^{2}/r})

### Stoney-Einheiten
Das erste natürliche Einheitensystem wurde 1874 von George Johnstone Stoney vorgeschlagen, nachdem er mit dem Konzept einheitlicher Ladungsträger in den Atomen die letzte dazu nötige Naturkonstante gefunden hatte. In Stoneys Einheitensystem werden gleich 1 gesetzt:
- die Elementarladung: {\displaystyle e=1}
- die Lichtgeschwindigkeit: {\displaystyle c=1}
- die Newtonsche Gravitationskonstante: {\displaystyle G=1}

Zur Definition der Ladung benutzte Stoney das elektrostatische cgs-System, so dass auch die Coulomb-Konstante {\displaystyle {\frac {1}{4\pi \varepsilon _{0}}}=1} ist. Nach Stoney sind die natürlichen Einheiten für Länge, Masse und Zeit daher um den Faktor {\displaystyle {\sqrt {\alpha }}\approx 0{,}085} kleiner als nach Planck ({\displaystyle \alpha ={\frac {e^{2}}{4\pi \varepsilon _{0}\cdot \hbar c}}\approx {\frac {1}{137}}} ist die Feinstrukturkonstante).
Die Stoney-Einheiten werden heute praktisch nicht mehr benutzt, sind aber von historischem Interesse.

### Teilchenphysik
| Größe      | Einheit                                       | Einheit                                                         | Wert in SI-Einheiten |
| Größe      | geschrieben                                   | tatsächlich                                                     | Wert in SI-Einheiten |
| ---------- | --------------------------------------------- | --------------------------------------------------------------- | -------------------- |
| Energie    | {\displaystyle 1\,\mathrm {eV} }              |                                                                 | 1.602e-19 J          |
| Länge      | {\displaystyle {\frac {1}{1\,\mathrm {eV} }}} | {\displaystyle {\frac {c\hbar }{1\,\mathrm {eV} }}}             | 1.973e-7 m           |
| Zeit       | {\displaystyle {\frac {1}{1\,\mathrm {eV} }}} | {\displaystyle {\frac {\hbar }{1\,\mathrm {eV} }}}              | 6.582e-16 s          |
| Masse      | {\displaystyle 1\,\mathrm {eV} }              | {\displaystyle {\frac {1\,\mathrm {eV} }{c^{2}}}}               | 1.783e-36 kg         |
| Dichte     | {\displaystyle 1\,\mathrm {eV} ^{4}}          | {\displaystyle {\frac {1\,\mathrm {eV} ^{4}}{c^{5}\hbar ^{3}}}} | 2.320e-16 kg/m3      |
| Impuls     | {\displaystyle 1\,\mathrm {eV} }              | {\displaystyle {\frac {1\,\mathrm {eV} }{c}}}                   | 5.344e-28 N·s        |
| Ladung     | {\displaystyle 1}                             | {\displaystyle {\sqrt {\varepsilon _{0}\hbar c}}}               | 5.29e-19 C           |
| Spannung   | {\displaystyle 1\,\mathrm {eV} }              | {\displaystyle {\frac {1\,\mathrm {eV} }{e}}}                   | 1 V                  |
| Temperatur | {\displaystyle 1\,\mathrm {eV} }              | {\displaystyle {\frac {1\,\mathrm {eV} }{k_{\mathrm {B} }}}}    | 1.160e4 K            |

In der Teilchenphysik (Hochenergiephysik) spielt die Gravitation nur eine untergeordnete Rolle. Daher wird hier die Gravitationskonstante im SI-System belassen. Gleich 1 gesetzt werden lediglich:
- die Lichtgeschwindigkeit: {\displaystyle c=1}
- die reduzierte Planck-Konstante: {\displaystyle \hbar =1}
- die Boltzmann-Konstante: {\displaystyle k_{\mathrm {B} }=1}
- die Elektrische Feldkonstante: {\displaystyle \varepsilon _{0}=1}

Die Einheit der Energie wird dadurch nicht festgelegt; üblicherweise wird hierfür die Einheit Elektronvolt verwendet. Alle anderen Einheiten lassen sich dann durch Potenzen dieser Energieeinheit ausdrücken (vgl. Tabelle). So ist das Elektronvolt zugleich die Einheit der Masse; dadurch wird die Äquivalenz von Masse und Energie besonders deutlich. Zeit und Raum bekommen entsprechend dem Konzept der Raumzeit dieselbe Dimension und die Einheit 1/eV. Zu beachten ist, dass das Elektron mit der Feinstrukturkonstante α eine dimensionslose Ladung erhält:
{\displaystyle e_{\mathrm {HEP} }={\frac {e}{\sqrt {\varepsilon _{0}\hbar c}}}={\sqrt {4\pi \alpha }}=0{,}302\,822\,12}

### Atomare Einheiten
In der Atomphysik ist das System der Atomaren Einheiten gebräuchlich.
Hier werden auf 1 gesetzt:
- die Elektronenmasse: {\displaystyle m_{\mathrm {e} }=1}
- die Elementarladung: {\displaystyle e=1}
- die reduzierte Planck-Konstante: {\displaystyle \hbar =1}
- die Coulomb-Konstante: {\displaystyle 1/(4\pi \varepsilon _{0})=1}

### Relativitätstheorie
In der Allgemeinen Relativitätstheorie bzw. im Geometrisierten Einheitensystem werden gleich 1 gesetzt:
- die Lichtgeschwindigkeit: {\displaystyle c=1}
- die Gravitationskonstante: {\displaystyle G=1}

und in Situationen mit einer dominanten Masse auch oft
- die zentrale Masse: {\displaystyle M=1}
- die Coulomb-Konstante: {\displaystyle k_{\mathrm {C} }=1}

### Quantenchromodynamik
In der Quantenchromodynamik ist das Proton von zentralem Interesse. Hier werden auf 1 gesetzt:
- die Lichtgeschwindigkeit: {\displaystyle c=1}
- die Protonenmasse: {\displaystyle m_{\mathrm {p} }=1}
- das reduzierte Planck-Konstante: {\displaystyle \hbar =1}
- die Boltzmann-Konstante: {\displaystyle k_{\mathrm {B} }=1}

## Sonstige Vorschläge
Mit CODATA-2014 wurden vorgeschlagen
- eine Liste mit sieben natürlichen Einheiten (n.u.), die teils ungewöhnliche natürliche Größen verwenden: {\displaystyle \hbar /(m_{\mathrm {e} }c)} für die Länge, {\displaystyle \hbar /(m_{\mathrm {e} }c^{2})} für die Zeit, {\displaystyle m_{\mathrm {e} }} für die Masse (Ladung und Temperatur sind nicht aufgeführt),
- und eine Liste mit 23 atomaren Einheiten (a.u.), ebenfalls mit teils ungewöhnlichen natürlichen Größen: Bohrscher Radius {\displaystyle a_{0}} für die Länge, {\displaystyle \hbar /E_{\mathrm {h} }} für die Zeit ({\displaystyle E_{\mathrm {h} }} ist die Hartree-Energie), {\displaystyle m_{\mathrm {e} }} für die Masse, {\displaystyle e} für die Ladung (die Temperatur wird nicht aufgeführt).